# Oligacanthorhynchus
Oligacanthorhynchus, rod parazitskih crva bodljikave glave iz porodice Oligacanthorhynchidae. Sastoji se od 35 vrsta
- Oligacanthorhynchus aenigma (Reichensperger, 1922),
- Oligacanthorhynchus atrata (Meyer, 1931),
- Oligacanthorhynchus bangalorensis (Pujatti, 1951),
- Oligacanthorhynchus carinii (Travassos, 1917),
- Oligacanthorhynchus cati (Gupta and Lata, 1967),
- Oligacanthorhynchus circumplexus (Molin, 1858),
- Oligacanthorhynchus citilli (Rudolphi, 1806),
- Oligacanthorhynchus compressus (Rudolphi, 1802),
- Oligacanthorhynchus decrescens (Meyer, 1931),
- Oligacanthorhynchus erinacei (Rudolphi, 1793),
- Oligacanthorhynchus gerberi (Baer, 1959),
- Oligacanthorhynchus hamatus (Linstow, 1897),
- Oligacanthorhynchus iheringi Travassos, 1917,
- Oligacanthorhynchus kamerunensis (Meyer, 1931),
- Oligacanthorhynchus kamtschaticus Hokhlova, 1966,
- Oligacanthorhynchus lagenaeformis (Westrumb, 1821),
- Oligacanthorhynchus lamasi (Freitas and Costa, 1964),
- Oligacanthorhynchus lerouxi (Bisseru, 1956),
- Oligacanthorhynchus longissimus (Golvan, 1962),
- Oligacanthorhynchus major (Machado, 1963),
- Oligacanthorhynchus manifestus (Leidy, 1851),
- Oligacanthorhynchus manisensis (Meyer, 1931),
- Oligacanthorhynchus mariemily (Tadros, 1969),
- Oligacanthorhynchus microcephala (Rudolphi, 1819),
- Oligacanthorhynchus minor Machado, 1964,
- Oligacanthorhynchus oligacanthus (Rudolphi, 1819),
- Oligacanthorhynchus oti,
- Oligacanthorhynchus pardalis (Westrumb, 1821),
- Oligacanthorhynchus ricinoides (Rudolphi, 1808),
- Oligacanthorhynchus shillongensis (Sen and Chauhan, 1972),
- Oligacanthorhynchus spira (Diesing, 1851),
- Oligacanthorhynchus taenioides (Diesing, 1851),
- Oligacanthorhynchus thumbi,
- Oligacanthorhynchus tortuosa (Leidy, 1850),
- Oligacanthorhynchus tumida (Van Cleve, 1947)